# 乡村教师
《乡村教师》是中華人民共和國作家刘慈欣創作的短篇科幻小说，于2001年1月发表于《科幻世界》杂志， 获得当年中国科幻银河奖读者提名奖，后被《2001年度中国最佳科幻小说集》收录。

## 作品概述
本文讲述了乡村教师李宝库在古井村支教時的经历，李在文中已经是肝癌晚期，临死前教授学生牛顿三定律并让他们熟记。同时，碳基文明联邦和硅基文明联邦间的战争结束，碳基联盟为防止硅基文明利用恒星进行星际跳跃，打算设立隔离区并将隔离区内所有恒星系引爆。为防止误伤带有文明的星系便设立审核制度，从星球上随机挑选生物个体进行问答，男主学生被抽选并最终拯救地球文明。

## 作品改编
《乡村教师》改编为科幻喜剧电影《疯狂的外星人》，由宁浩导演于2017年7月开始拍摄，2019年2月春节档在中国大陆上映，该片最后获得22.02亿人民币票房。